# Schloß Neresheim

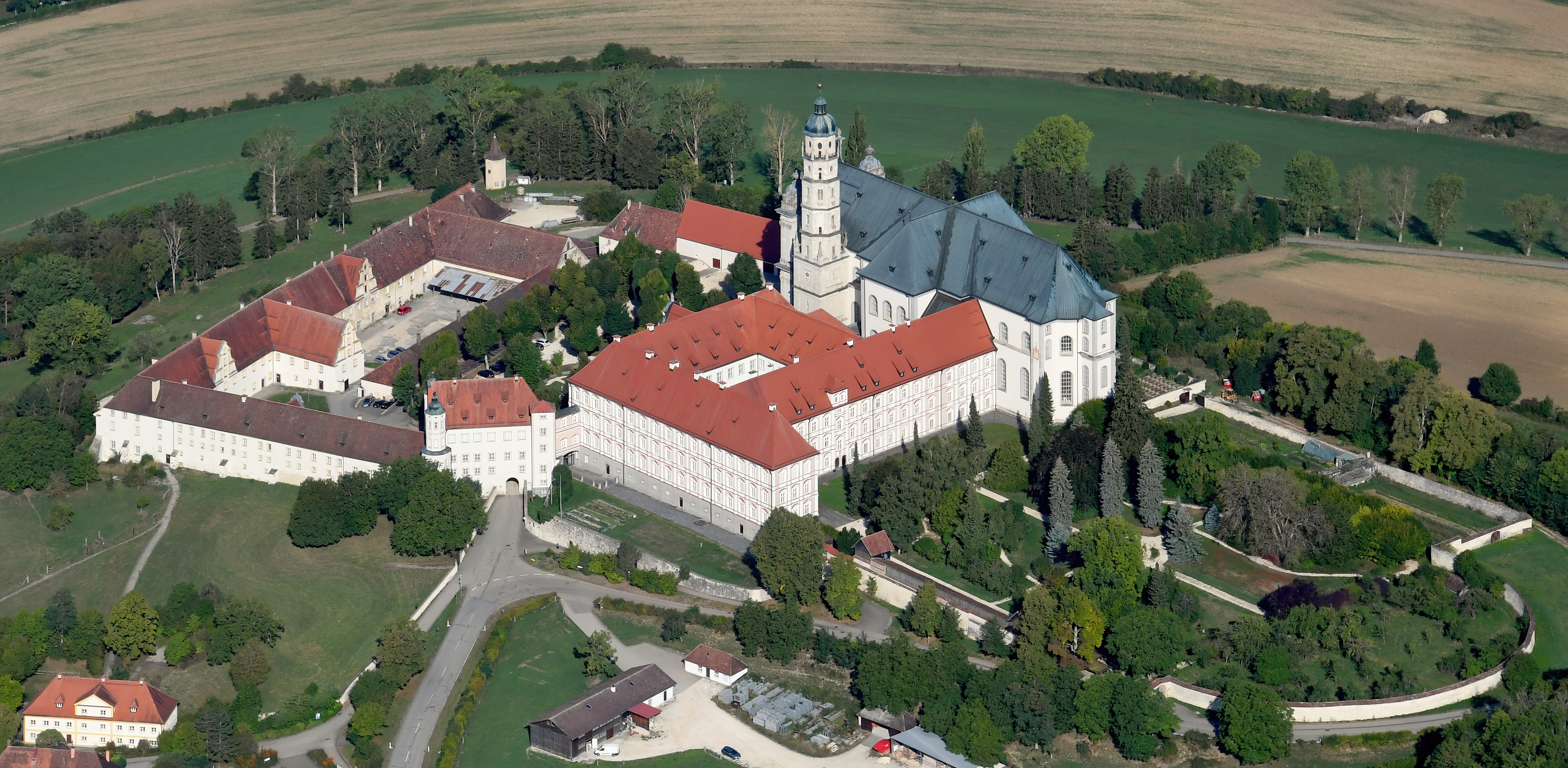
Abtei Neresheim. Links unten ein ehemaliges Wohnhaus von Bediensteten des Klosters.

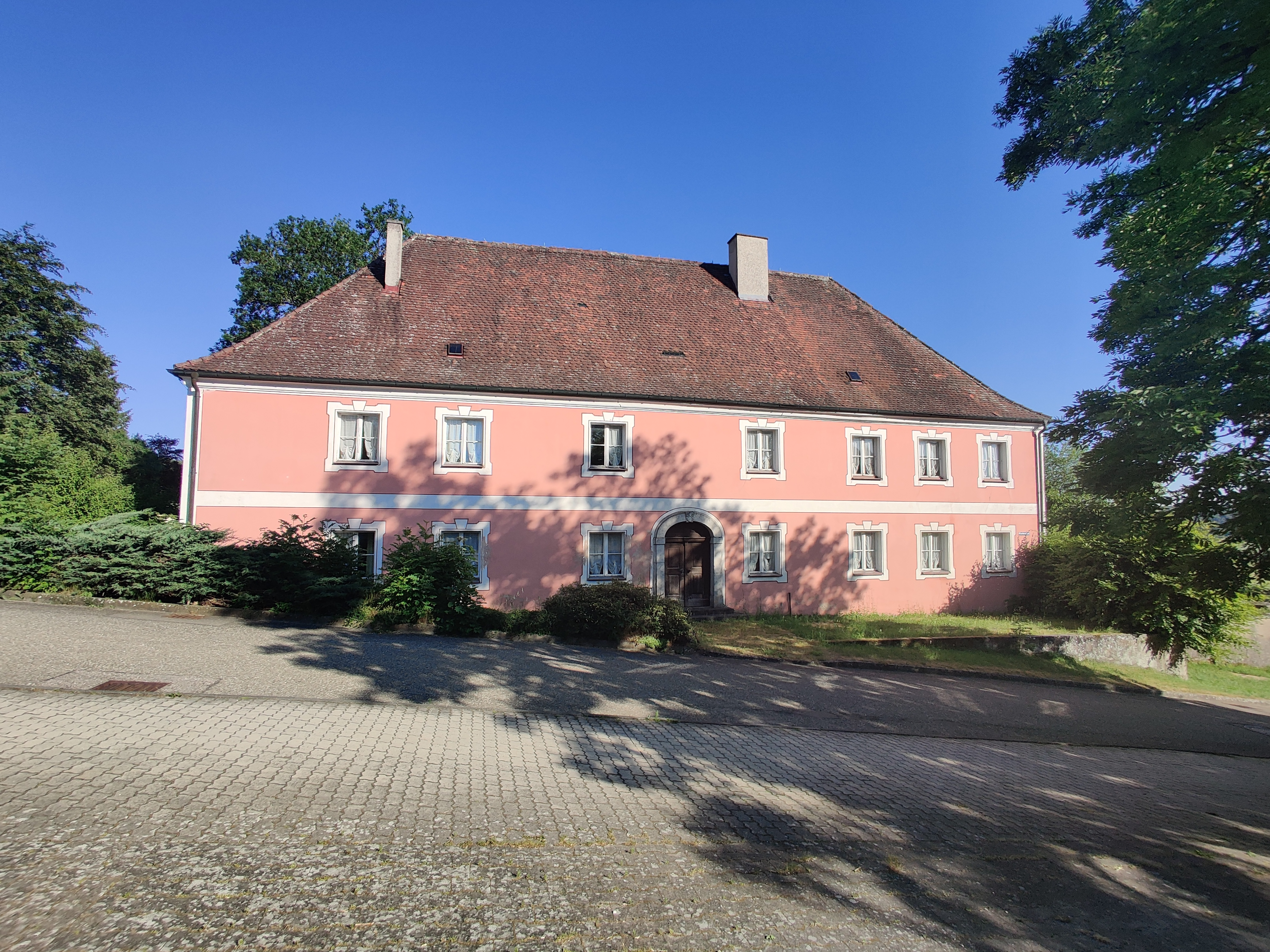
Haus Klosterallee 16 in Neresheim, eines der ehemaligen Bediensteten-Wohnhäuser, die zur Gemeinde Schloß Neresheim gehörten

Schloß Neresheim, teilweise auch Dorf Neresheim genannt, war von 1811 bis zur Eingemeindung im Jahr 1892 eine kleine politische Gemeinde nahe der Stadt Neresheim in Baden-Württemberg. Sie entstand im 19. Jahrhundert nach der Säkularisation des Klosters Neresheim, das nun „Schloß Neresheim“ genannt wurde. Die gleichnamige politische Gemeinde bestand aus dem ehemaligen Kloster sowie aus einigen benachbarten Gebäuden und Flächen. Nach der Eingemeindung wurde das entsprechende Teilgebiet von Neresheim weiterhin Schloß Neresheim genannt.

## Politische Gemeinde Schloß Neresheim

### Beschreibung
Neben den Gebäuden der Abtei Neresheim gehörten zur ehemaligen Gemeinde „Schloß Neresheim“ noch einige landwirtschaftliche Nebengebäude wie der Schafhof, einige Gebäude in der Klosterallee, die damals Wohnhäuser von Bediensteten des Klosters waren, und einige vereinzelt stehende Privathäuser an der Alten Kösinger Straße oberhalb der Klosteranlage. Zusätzlich waren die durch das Kloster angelegten Weiler Sägmühle und Steinmühle im Egautal Teil der Gemeinde.

### Geschichte
1764 erlangte die Abtei Neresheim die Reichsstandschaft und wurde so zu einer Reichsabtei. Die Abtei musste jedoch viele Besitzungen abtreten, darunter auch die Stadt Neresheim. Dadurch kam es zu einer Trennung von Stadt und Kloster.
Mit der Säkularisation wurde das Kloster Neresheim aufgelöst, es wurde nun „Schloß“ genannt. Die Stadt sowie die Abteigebäude mit Nebengebäuden gelangten 1802 an das Fürstenhaus Thurn und Taxis, 1806 an das Königreich Bayern und 1810 an das Königreich Württemberg. Neresheim und Schloß Neresheim blieben jedoch getrennt und bildeten ab 1811 zwei politische Gemeinden, bis Schloß Neresheim 1892 eingemeindet wurde.
Im Jahr 1920 wurde die Abtei Neresheim wieder eingerichtet.

## Schloß Neresheim als Gebiet in Neresheim
Nach der Eingemeindung blieb Schloß Neresheim die offizielle Bezeichnung für das eingemeindete Gebiet. Sie ist auch in einigen aktuellen Karten eingetragen. Andere Texte und Karten bevorzugen die Bezeichnung Kloster Neresheim.
- Schloß Neresheim findet sich in amtlichen Verzeichnissen von Wohnplätzen aus den Jahren 1961,[4] 1980[5] und 1992.[6]
- In der digitalen Karte von ViaMichelin ist Schloß Neresheim als Gebiet eingetragen.[7]
- In der Karte der Bodenrichtwerte in Neresheim zum Stichtag 31. Dezember 2020 ist im Bereich des Klosters die Gebietsbezeichnung Schloss Neresheim eingetragen.[8]
- In der interaktiven Karte des Bodenrichtwertinformationssystems Baden-Württemberg ist stattdessen Kloster Neresheim eingetragen.[9]
- In der vom Ostalbkreis herausgegebenen digitalen Karte „Ostalbmap“ ist Schloß Neresheim für die Suchfunktion hinterlegt; auf der Karte selbst findet sich diese Bezeichnung nicht.[10]
- Der LEO-BW-Artikel zur Gemeinde Neresheim kennt keinen Wohnplatz namens Schloß Neresheim, stattdessen wird dort das Kloster Neresheim unter den Wohnplätzen aufgeführt.[11] Der LEO-BW-Artikel zum Kloster Neresheim erwähnt Schloß Neresheim nur als Bezeichnung der ehemaligen politischen Gemeinde.[1]
- Im Geoportal Baden-Württemberg[12] ist der Begriff Schloß Neresheim nicht auffindbar.[13] In der interaktiven Karte des Geoportals wird das Gebiet Kloster Neresheim genannt.[14]

## Kulturdenkmäler
- Benediktinerkloster mit Klostergebäude, Kirche, Ökonomie, Michaelsbrunnen, Ummauerung – Sachgesamtheit
- Kruzifix an der Alten Kösinger Straße
- Ehemaliges Forsthaus
- Fünf ehemalige Klosterbedienstetenwohnhäuser in der Klosterallee
- Sogenannter Abeleshof	(Schafhof)
- Wegkapelle bei Steinmühle